# 罗治伟
羅治偉（英語： Luo Zhiwei，1950年—）是萬那杜華人外交官、商人，祖籍廣東東莞市中堂镇。
羅治偉曾經在中堂槎滘小学、廣州僑光中学就讀，1973年隨叔父移民至新赫布里底群島共管地經商，在維拉港經營過製衣工廠、百貨公司。2005年被萬那杜政府委任為萬那杜駐華使館代表，同年8月14日到任並於8月29日遞交國書。2006年1月16日，萬那杜駐華大使館開設，任萬那杜首任常駐中華人民共和國大使。2009年離職。2019年任中國-萬那杜國際文化旅游投資集團董事長。